# Route
De route, van het Frans voor weg, is de vooraf of ter plekke bepaalde weg van punt A naar B die men gaat afleggen of aflegt.
Hulpmiddelen bij het vinden van een kortste of snelste route zijn:
- Routebeschrijvingen
- Kaartmateriaal
- Routenavigatiesysteem
- Global positioning system
- Routeplanners op cd-rom of internet

Een traject is in het algemeen hetzelfde, maar dan meer voor een voorwerp gedefinieerd, hoewel men in de informatica en telecommunicatie toch weer van de route spreekt, waarover gegevens worden verzonden.